# クロンモロン
クロンモロンは、かつて浅井企画で活動していたお笑いコンビ。2011年6月2日解散。

## メンバー
高垣 雄海（たかがき ゆうあ、1988年5月16日（36歳） - ）ボケ担当
- 東京都出身。趣味：睡眠、特技：土下座。日本大学芸術学部文芸学科卒業。
- 姉は声優の高垣彩陽。
- 解散後は事務所に残り、ピン芸人「タカガキ」として活動。その際に萩本欽一の目に留まり「萩本欽一最後の弟子」となった。
- 2021年4月より、『神谷浩史・小野大輔のDear Girl ~Stories~』サブ作家に就任。2021年4月24日（文化放送にて放送、ラジオ大阪は2021年4月25日放送）に姉の高垣彩陽と共演し、番組からDGSサブ作家である事が公表された。
- 現在は『SixTONESのオールナイトニッポンサタデースペシャル』でサブ作家、『ミューコミVR』『オールナイトニッポンPODCAST トム・ブラウンのニッポン放送圧縮計画』で構成を担当（いずれもニッポン放送）。
- 2023年からは岡田康太とのユニット「食べ物」としてM-1グランプリに出場している[2]。

渡邉 星（わたなべ ひかる、1988年11月30日（36歳） - ）ツッコミ担当
- 東京都出身。特技：流し目、特技：多趣味。明治大学情報コミュニケーション学部卒業。
- 嘗ての彼女にはお笑いの事を認めてもらっていなかった[3]。
- 解散後は芸能界を引退し、テレビ朝日に入社した。「やじうまテレビ」「ABEMA NEWS」「報道ステーション」と報道番組を担当している[4]。

## 概要
- 主に漫才。所々ブラックなボケがある。
- コンセプトは「関わった人全員がクロンモロン」。
- M-1グランプリ2008でアマチュアとして出場し、準決勝へ進出した。
- 三四郎・マヂカルラブリー・浜口浜村と「マンション4」というユニットを組み、合同ライブを行っていた。

## 略歴
- 中学生時代　2人は同じクラスメイトになる[5]。
- 2004年　高輪高等学校在学中にコンビ結成。
- 2006年　M-1甲子園東京大会で優勝し、関東代表として決勝大会に進出。
- 2007年　進学のため活動休止。
- 2008年　活動再開。M-1グランプリ2008で準決勝進出。
- 2009年　浅井企画に所属。
- 同年　M-1グランプリ2009 3回戦敗退
- 2011年6月2日 解散を発表。

## 賞レース戦績
- 2004年 M-1グランプリ 2回戦進出（アマチュア時代）
- 2006年 第4回M-1甲子園 東京大会 優勝（アマチュア時代）
- 2008年 M-1グランプリ 準決勝進出
- 2008年 大学生M-1グランプリ 準優勝
- 2009年 M-1グランプリ 3回戦進出
- 2010年 M-1グランプリ 2回戦進出

## 出演番組
- 新しい波16（フジテレビ） - 2009年2月17日
- お笑い図鑑 ハマヌキ（tvk） - 2009年3月
- 爆笑トライアウト（NHK総合）
  - 1回目…会場審査で1位（517TP）となりオンバト挑戦権獲得。視聴者投票は4位（1193票）。
  - 2回目…会場審査は9位（285TP）、視聴者投票は5位（732票）。
- 爆笑オンエアバトル（NHK総合）戦績0勝1敗 最高285KB
- オンバト+（NHK総合）戦績0勝2敗 最高289KB
- ウケウリ!!（日本テレビ）
- めざましテレビ（フジテレビ）高垣のみ、「スゴ撮」リポーター（毎週火曜日）